# Altercatio
Altercatio è un termine latino che significa "dibattito", "discussione", ma anche "litigio", "rissa". Da esso deriva l'italiano "alterco".
Per altercatio si intende soprattutto un componimento diffusosi nel tardo periodo latino e nel Medioevo, sotto forma di dialogo, nel quale i protagonisti appoggiano opposte tesi riguardanti, in un primo tempo, tematiche religiose, e in seguito anche profane e spiritose.

## Struttura
L'altercatio, data la sua struttura a forma di dialogo, in qualche modo richiama ai modi teatrali, e comunque le sue origini si possono far risalire nella sofistica e nell'agone della commedia attica.
L'altercatio, per la sua originalità e autenticità, è generalmente uno strumento di indagine utile per comprendere usi e costumi di una epoca.
In senso lato viene usato per indicare qualsiasi tipo di discussione in cui si confrontano almeno due punti di vista diversi.

## Casistica
Celebre, nell'antichità latina, l'altercatio fra Nevio e i Metelli.
Rientrano nel periodo tardo-latino l'Altercatio de anima, attribuito a sant'Ambrogio, scritto per polemizzare con il traducianismo; l'Altercatio Heracliani, ispirata dalla diatriba fra il vescovo ariano Germinio di Sirmio e il cattolico Eracliano; l'Altercatio de utroque Johanne Baptista et Evangelista, che indaga quale dei due è più alto dal punto di vista spirituale.
Di spirito goliardico, sono stati invece l'Altercatio inter virum et mulierem, che vorrebbe stabilire chi, fra l'uomo e la donna, possegga una maggiore disposizione al peccato, e l'Altercatio Phyllidis et Florae, che vorrebbe stabilire chi sia il miglior amante tra il cavaliere e il chierico.